# Raabs an der Thaya
Raabs an der Thaya (česky Rakous či Rakousy nad Dyjí) je malé město se stejnojmenným hradem, na samém severu Rakouska. Leží v Dolním Rakousku v okrese Waidhofen an der Thaya. Skládá se ze 34 katastrálních území. Žije zde přibližně 2 700 obyvatel.

## Geografie
Městečko leží v severní části Waldviertelu (Lesní čtvrti) na soutoku dvou zdrojnic Dyje, Moravské Dyje a Rakouské Dyje. Obec zaujímá plochu 134,65 km², z níž 27,6 % je zalesněno. 
Území obce na severu hraničí s Českem (Jihočeský a Jihomoravský kraj), samotné městečko leží asi 7 km od hranic. Dále sousedí s obcemi Waldkirchen an der Thaya, Karlstein an der Thaya, Groß-Siegharts a Ludweis-Aigen z okresu Waidhofen/Thaya, a Japons a Drosendorf-Zissersdorf z okresu Horn.

### Katastrální území
hvězdičkou (*) označena území hraničící s Českem
- Alberndorf
- Eibenstein
- Grossau
- Koggendorf
- Kollmitzdörfl
- Liebnitz
- Lindau
- Luden*
- Modsiedl
- Mostbach
- Neuriegers*
- Niklasberg
- Nonndorf
- Oberndorf bei Raabs
- Oberndorf bei Weikertschlag
- Oberpfaffendorf
- Pommersdorf
- Primmersdorf
- Raabs an der Thaya
- Rabesreith
- Reith
- Rossa
- Schaditz*
- Speisendorf
- Süßenbach
- Trabersdorf
- Unterpertholz*
- Unterpfaffendorf
- Weikertschlag an der Thaya*
- Wetzles
- Wilhelmshof
- Zabernreith
- Zemmendorf
- Ziernreith*

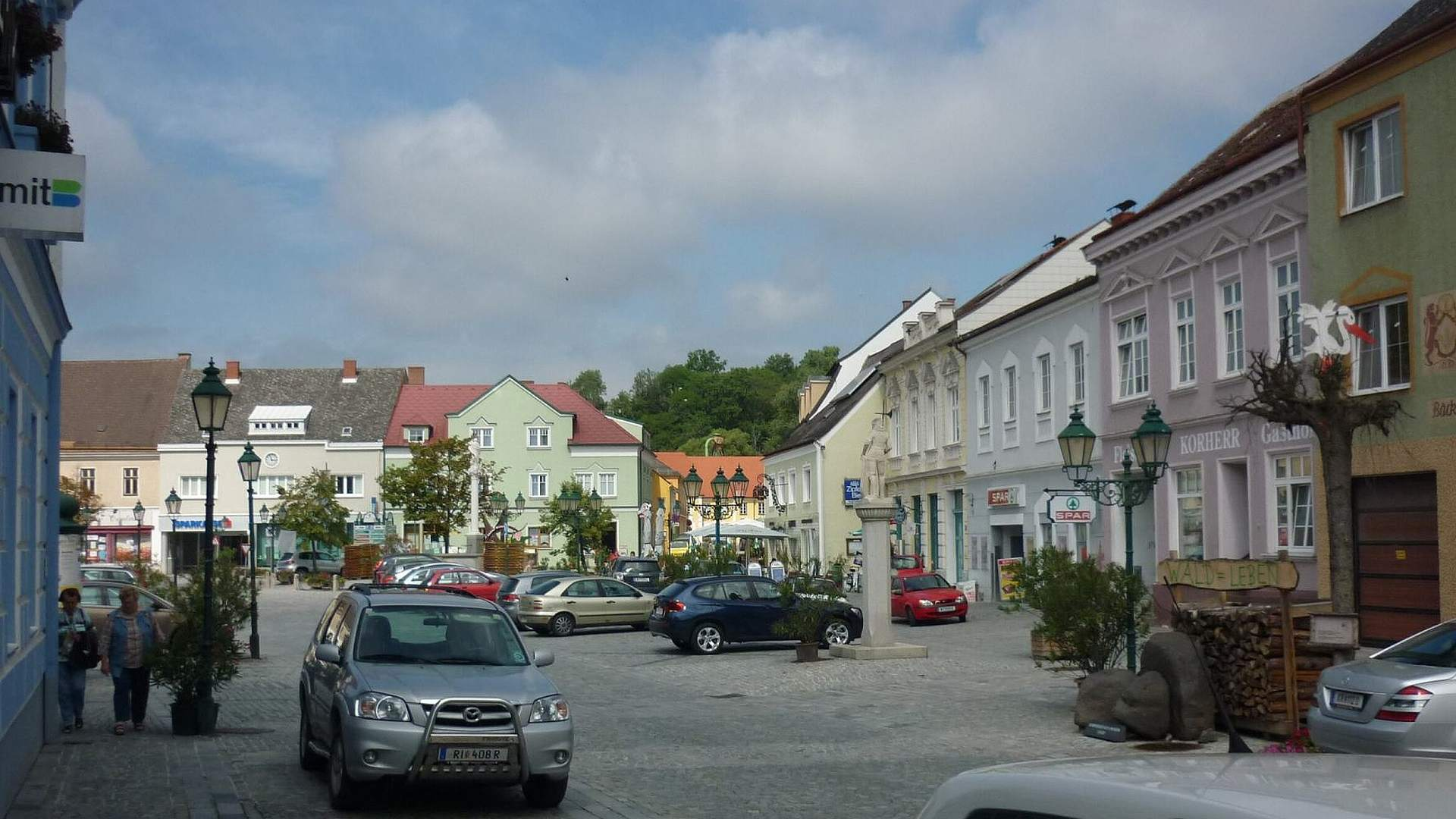
Náměstí v Raabs an der Thaya

Pravopis místního jména se může poněkud lišit od názvu katastrálního území. Katastrální území Grossau je dnes na místní tabuli označeno "Großau".

### Poloha vůči sousedním obcím
| Růžice kompasu | Písečné, Županovice    | Dešná              | Vratěnín               | Růžice kompasu |
| Růžice kompasu | Karlstein an der Thaya | Sever              | Drosendorf-Zissersdorf | Růžice kompasu |
| Růžice kompasu | Karlstein an der Thaya | Raabs an der Thaya | Drosendorf-Zissersdorf | Růžice kompasu |
| Růžice kompasu | Karlstein an der Thaya | Jih                | Drosendorf-Zissersdorf | Růžice kompasu |
| Růžice kompasu | Groß-Siegharts         | Ludweis-Aigen      | Japons                 | Růžice kompasu |

## Historie
O významu Raabsu (Rakouse) coby pohraničního hradu rakouské marky svědčí už to, že jeho jméno se pro Čechy stalo inspirací pro název celé země. 
Z Rakouse pochází první purkrabí v Norimberku, páni a hrabata von Raabs. V červnu roku 1260 královna Markéta Babenberská (1204-1266) předala hrabství Rakous českému šlechtici Voku z Rožmberka (1220-1262). Jeho synové Jindřich I. z Rožmberka († 1310) a Vítek z Příběnic) († 1277) darovali 12. března 1272 podle listiny sepsané na Rožmberku nad Vltavou patronátní právo Raabského kostela přešlo na klášteru Vyšší Brod. Dne 26. března 1282 předal Jindřich z Rožmberka, podle listiny sepsané ve Vídni, panství Raabs rakouskému vévodovi Albrechtu I. Habsburskému (1255-1308)..
V období první světové války byl v Grossau Internační tábor Grossau.
Po první světové válce se majitel hradu dostal do úpadku a roku 1932 byl proto hrad Raabs an der Thaya vydražen. V sedmdesátých letech prošel areál hradu rozsáhlou obnovou.

### Význam názvu pro češtinu
Ve středověku bylo hrabství Raabs v češtině označováno jako Rakousy nebo Rakousko (hrad Raabs označuje roku 1100 Kosmova kronika jako castrum Racouz). Tento výraz byl později rozšířen také na území „za Raabs“ a přenesl se na podunajské rakouské vévodství. Díky tomu má čeština (a s ní i slovenština a dřívěji i polština) vlastní jedinečný termín pro Rakousko, v ostatních jazycích nazývané odvozeninami z domácího Österreich, případně přes lat. Austria.

### Vývoj počtu obyvatel
Od poloviny 19. století až do 30. let 20. století počet obyvatel obce stagnoval na necelých 6 tisících (ty přesáhl jen roku 1900). Ještě před druhou světovou válkou a zejména pak po ní začal značně klesat, což souviselo s obecným vylidňováním rakouského venkova přilehlého k Československu, který se vznikem neprostupné Železné opony octl zcela na periferii. Pokles se nezastavil ani po otevření hranic v 90. letech, pouze zpomalil. (V rámci Raabsu ještě dlouho nevznikl žádný hraniční přechod a přilehlé české pohraničí je také velmi odlehlou, periferní oblastí negenerující mnoho příležitostí.) Dnes nemá Raabs ani poloviční populaci oproti předválečnému období.
| rok            | 1869 | 1880   | 1890   | 1900   | 1910   | 1923   | 1934   | 1939   | 1951   | 1961    | 1971   | 1981    | 1991    | 2001   | 2011    | 2021   |
| -------------- | ---- | ------ | ------ | ------ | ------ | ------ | ------ | ------ | ------ | ------- | ------ | ------- | ------- | ------ | ------- | ------ |
| počet obyvatel | 5908 | 5980   | 5796   | 6039   | 5729   | 5913   | 5845   | 5531   | 5386   | 4576    | 4194   | 3748    | 3295    | 3114   | 2772    | 2644   |
| rozdíl         | –    | +1,2 % | –3,1 % | +4,2 % | –5,1 % | +3,2 % | –1,2 % | –5,4 % | –2,6 % | –15,0 % | –8,3 % | –10,6 % | –12,1 % | –5,5 % | –11,0 % | –4,6 % |

## Politika
Starostou města je Rudolf Mayer, vedoucím kanceláře Herbert Hauer.
Po obecních volbách konaných v roce 2010 bylo 23 křesel v městském zastupitelstvu rozděleno podle získaných mandátů takto:
- ÖVP 18
- SPÖ 5

### Partnerská města
- Jemnice
- Reszel
- Mimo toho existuje přátelský vztah také s moravským městem Třešť.

## Kultura a pamětihodnosti

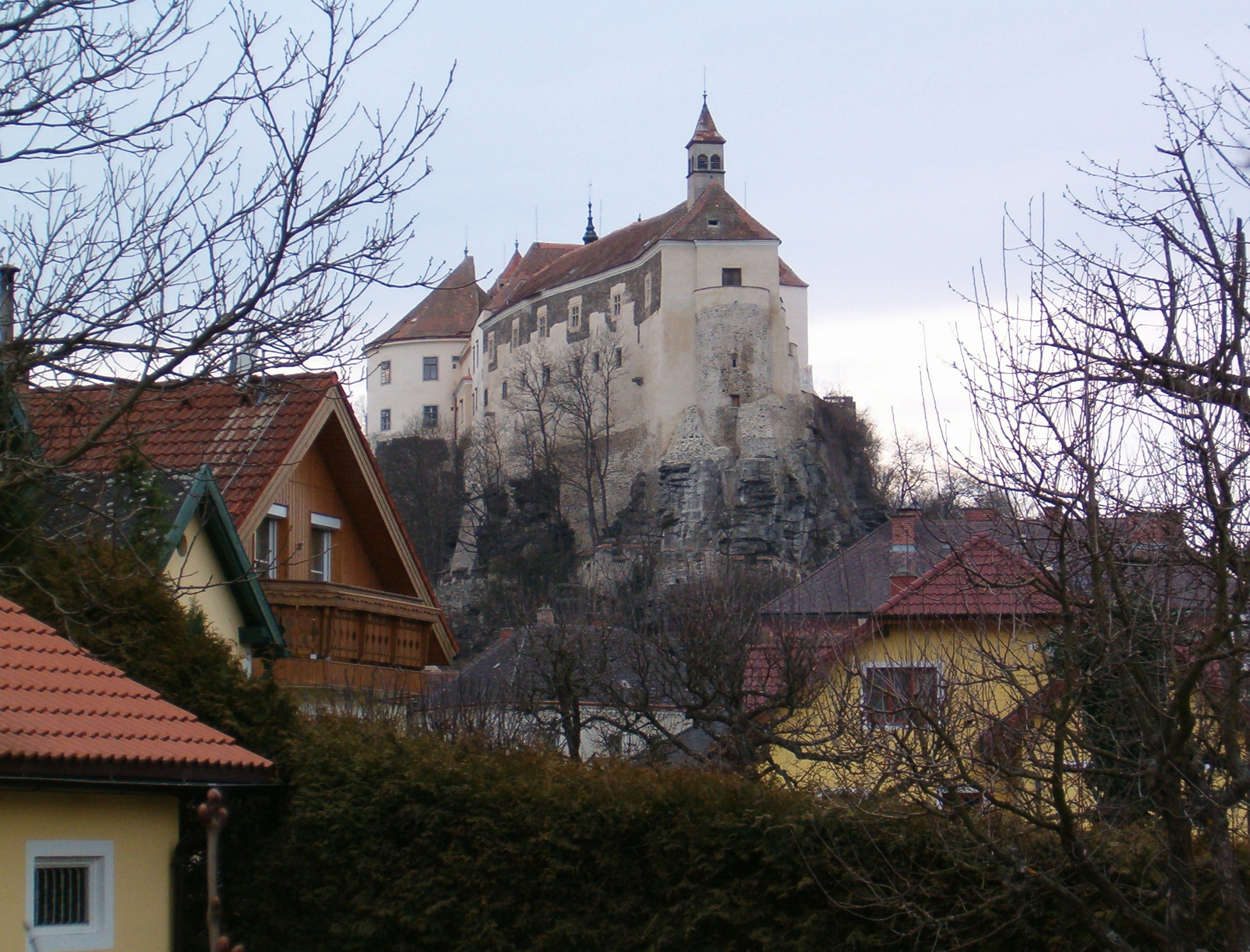
Hrad v Raabs a.d.Thaya

### Stavby
- Nad obcí se tyčí zachovalý středověký hrad Raabs an der Thaya (dříve Ratgoz; česky Rakús), z jehož názvu byl odvozen český název pro Rakousko.
- V katastrálním území „Eibenstein“ je zřícenina hradu Eibenstein a farní kostel svatého Jiljího (Ägidia).
- V katastrálním území „Kollmitzdörf“ je rozsáhlá zřícenina hradu Kollmitz, hradby a Klingermausoleum.
- V katastrálním území „Weikertschlag an der Thaya“ je v dřívější radnici zřízeno vlastivědné muzeum.

### Dolnorakouská zemská výstava 2009
Dne 28. března 2006 dolnorakouský zemský hejtman Dr. Erwin Pröll schválil uspořádání „Dolnorakouské zemské výstavy 2009“ společně s městem Horn a poprvé s moravským městem Telčí. Téma výstavy znělo "RAKOUSKO. ČESKO.: rozděleni – odloučeni – spojeni“. Ve farním dvoře Raabs, nazývaném "Lipový dvůr" je zobrazena hranice a život na pomezí a hlavní tržiště. Český název Rakouska je odvozen od názvu města (resp. hradu) a má znamenat „země za Raabsem“, proto byl Raabs ideálním místem pro téma hranic.

## Hospodářství a infrastruktura
Nezemědělských pracovišť bylo v roce 2001 121, zemědělských a lesnických pracovišť bylo v roce 1999 328. Počet výdělečně činného obyvatelstva v místě bydliště v roce 2001 bylo 1259, tj. 42,26 %.
Raabs leží na státní silnici B30, vedoucí severním Rakouskem podél hranice s Českem. S ní se zde kříží zemské silnice L52 a L55. Dříve byl napojen i na železniční síť slepou tratí z Göpfritz/Wild přes Groß-Siegharts, která končila v dnešním průmyslovém areálu na jižním okraji města (Bahnstraße). Trať byla později pro nerentabilitu zrušena a přestavěna na cyklostezku.
Na staré silnici z Raabsu do moravské Jemnice (v Česku II/410) je hraniční přechod Hluboká/Schaditz, určený pro turistický provoz chodců, cyklistů a jezdců na koních. Během omezení přeshraničního pohybu na jaře 2021 byl přechod uzavřen.